# Bettina Schmidt
Bettina Schmidt (Staßfurt, RDA, 2 de junio de 1960-Eisenach, 28 de abril de 2019) fue una deportista alemana que compitió para la RDA en luge en la modalidad individual.
Participó en los Juegos Olímpicos de Sarajevo 1984, obteniendo una medalla de plata en la prueba individual. Ganó una medalla de oro en el Campeonato Europeo de Luge de 1982.

## Palmarés internacional
| Juegos Olímpicos   | Juegos Olímpicos      | Juegos Olímpicos | Juegos Olímpicos |
| Año                | Lugar                 | Medalla          | Prueba           |
| ------------------ | --------------------- | ---------------- | ---------------- |
| 1984               | Sarajevo (Yugoslavia) | Medalla de plata | Individual       |
| Campeonato Europeo |                       |                  |                  |
| Año                | Lugar                 | Medalla          | Prueba           |
| 1982               | Winterberg (RFA)      | Medalla de oro   | Individual       |